# Super Bowl XIX
Super Bowl XIX – dziewiętnasty finał o mistrzostwo NFL w zawodowym futbolu amerykańskim, rozegranym 20 stycznia 1985 roku, na stadionie Stanford Stadium, w Stanford, w stanie Kalifornia.
Mistrz konferencji NFC, drużyna San Francisco 49ers, pokonał mistrza konferencji AFC, drużynę Miami Dolphins, uzyskując wynik 38-16.
Za faworytów spotkania uważana była drużyna z San Francisco.
Amerykański hymn państwowy przed meczem wykonało kilka chórów pochodzących z San Francisco i pobliskich kalifornijskich miast. W przerwie meczu zostało zaprezentowane widowisko "World of Children's Dreams", wykonane przez Tops In Blue.
Tytuł MVP finałów zdobył Joe Montana, quarterback zespołu 49ers.